# Вудс, Гэри (бейсболист)
Гэри Ли Вудс (англ. Gary Lee Woods, 20 июля 1953, Санта-Барбара, Калифорния — 19 февраля 2015, Солванг, Калифорния) — американский бейсболист, аутфилдер. Выступал в МЛБ с 1976 по 1985 год.

## Биография
Гэри родился в Санта-Барбаре в семье Джо и Эстер Вудс. Во время учёбы в старшей школе Сан-Маркос играл в бейсбол и баскетбол. Там же он познакомился со своей будущей женой Сьюзен Гордон. После окончания школы, в 1971 году, Вудс поступил с городской колледж Санта-Барбары.
В 1973 году он подписал контракт с клубом «Окленд Атлетикс» в качестве незадрафтованного свободного агента. Гэри дебютировал в Главной лиге бейсбола 14 сентября 1976 года в игре с «Миннесотой». В 1977 году в лигу вступили «Торонто Блю Джейс» и Вудс стал одним из игроков, выбранных клубом во время драфта расширения. В течение четырнадцати лет он выступал за «Торонто», «Хьюстон Астрос» и «Чикаго Кабс». В составе чикагской команды в 1984 году Гэри стал победителем Восточного дивизиона Национальной лиги. Завершил игровую карьеру в 1985 году.
После окончания карьеры Вудс получил степень магистра в области делового администрирования в Университете Пеппердайн. Пятнадцать лет он проработал в руководстве телекоммуникационной компании GTE Mobilnet и Maps.com. В 2006 году Гэри вернулся в бейсбол, совмещая должности скаута в команде «Чикаго Уайт Сокс» и тренера в студенческой команде «Санта-Барбара Форестерс».
Гэри Вудс скончался 18 февраля 2015 года в своём доме в Калифорнии от сердечного приступа.   